# Hypsiboas diabolicus
Hypsiboas diabolicus es una especie de anfibio anuro de la familia Hylidae.

## Distribución geográfica
Esta especie se encuentra en la Guayana Francesa y en Brasil en Amapá.

## Descripción
Los machos miden de 38 a 48 mm y las hembras miden 56 mm.

## Publicación original
- Fouquet, Martinez, Zeidler, Courtois, Gaucher, Blanc, Lima, Souza, Rodrigues & Kok, 2016: Cryptic diversity in the Hypsiboas semilineatus species group (Amphibia, Anura) with the description of a new species from the eastern Guiana Shield. Zootaxa, n.º 4084(1), p. 79–104.[3]